# Rikard Franzén
Rikard Franzén (né le 21 mars 1968 à Huddinge) est un joueur professionnel suédois de hockey sur glace.

## Biographie

### Carrière de joueur
Rikard Franzén joue durant une grande partie de sa carrière à l'AIK IF en tant que défenseur. Il y évolue de 1987 à 1997, avant de partir pendant une saison en Allemagne pour jouer avec les Kölner Haie. Après trois nouvelles saisons à l'AIK, il rejoint en 2001 la Suisse et pour deux saisons le CP Berne. 
Après une nouvelle saison en Allemagne avec les Hannover Scorpions, il retourne en 2004 en Suède et termine sa carrière de joueur avec Djurgården.

### Carrière d'entraîneur
Dès 2007, il fait partie du staff de l'AIK, dans lequel il occupe plusieurs postes (manager général, entraîneur-assistant des équipes juniors, chef du mouvement juniors). Il prend le poste d'entraîneur principal lors de la 2013-2014. Il est licencié en mars 2014,, et l'AIK, dernier de la saison régulière, est finalement relégué en Allsvenskan.
En juin 2014, il signe un contrat de deux ans,, comme entraîneur assistant au Lausanne HC pour remplacer John Fust.

### Trophées et honneurs personnels
- 2000 : remporte le Guldhjälmen.

## Statistiques
Pour la signification des abréviations, voir statistiques du hockey sur glace.
| Saison    | Équipe             | Ligue       |    | Saison régulière | Saison régulière | Saison régulière | Saison régulière | Saison régulière |   | Séries éliminatoires | Séries éliminatoires | Séries éliminatoires | Séries éliminatoires | Séries éliminatoires |
| Saison    | Équipe             | Ligue       | PJ | B                | A                | Pts              | Pun              | PJ               | B | A                    | Pts                  | Pun                  |                      |                      |
| 1985-1986 | Huddinge IK        | Division 1  | 29 | 3                | 7                | 10               | 40               | -                | - | -                    | -                    | -                    |                      |                      |
| 1986-1987 | Huddinge IK        | Division 1  | 28 | 5                | 4                | 9                | 36               | -                | - | -                    | -                    | -                    |                      |                      |
| 1987-1988 | AIK IF             | Elitserien  | 22 | 3                | 6                | 9                | 16               | 5                | 0 | 1                    | 1                    | 6                    |                      |                      |
| 1988-1989 | AIK IF             | Elitserien  | 36 | 2                | 12               | 14               | 38               | 1                | 0 | 0                    | 0                    | 0                    |                      |                      |
| 1989-1990 | AIK IF             | Elitserien  | 34 | 7                | 10               | 17               | 46               | 3                | 2 | 0                    | 2                    | 2                    |                      |                      |
| 1990-1991 | AIK IF             | Elitserien  | 35 | 8                | 12               | 20               | 55               | -                | - | -                    | -                    | -                    |                      |                      |
| 1991-1992 | AIK IF             | Elitserien  | 37 | 5                | 12               | 17               | 40               | 3                | 0 | 0                    | 0                    | 4                    |                      |                      |
| 1992-1993 | AIK IF             | Elitserien  | 20 | 9                | 7                | 16               | 50               | -                | - | -                    | -                    | -                    |                      |                      |
| 1992-1993 | AIK IF             | Allsvenskan | 18 | 6                | 9                | 15               | 24               | 2                | 1 | 2                    | 3                    | 2                    |                      |                      |
| 1993-1994 | AIK IF             | Division 1  | 31 | 10               | 14               | 24               | 82               | -                | - | -                    | -                    | -                    |                      |                      |
| 1994-1995 | AIK IF             | Elitserien  | 39 | 12               | 13               | 25               | 42               | -                | - | -                    | -                    | -                    |                      |                      |
| 1995-1996 | AIK IF             | Elitserien  | 39 | 10               | 7                | 17               | 54               | -                | - | -                    | -                    | -                    |                      |                      |
| 1996-1997 | AIK IF             | Elitserien  | 47 | 10               | 13               | 23               | 46               | 7                | 2 | 1                    | 3                    | 18                   |                      |                      |
| 1997-1998 | Kölner Haie        | DEL         | 46 | 8                | 15               | 23               | 86               | 3                | 0 | 3                    | 3                    | 6                    |                      |                      |
| 1998-1999 | AIK IF             | Elitserien  | 33 | 6                | 10               | 16               | 61               | -                | - | -                    | -                    | -                    |                      |                      |
| 1999-2000 | AIK IF             | Elitserien  | 49 | 17               | 29               | 46               | 54               | -                | - | -                    | -                    | -                    |                      |                      |
| 2000-2001 | AIK IF             | Elitserien  | 50 | 7                | 19               | 26               | 100              | 5                | 1 | 1                    | 2                    | 16                   |                      |                      |
| 2001-2002 | CP Berne           | LNA         | 44 | 7                | 18               | 25               | 54               | 2                | 0 | 0                    | 0                    | 4                    |                      |                      |
| 2002-2003 | CP Berne           | LNA         | 32 | 2                | 16               | 18               | 70               | -                | - | -                    | -                    | -                    |                      |                      |
| 2002-2003 | HC Bienne          | LNB         | 1  | 0                | 0                | 0                | 0                | -                | - | -                    | -                    | -                    |                      |                      |
| 2003-2004 | Hannover Scorpions | DEL         | 30 | 3                | 6                | 9                | 20               | -                | - | -                    | -                    | -                    |                      |                      |
| 2004-2005 | Djurgården IF      | Elitserien  | 34 | 0                | 6                | 6                | 57               | 1                | 0 | 0                    | 0                    | 0                    |                      |                      |